# 李良辉
李良辉（1940年—），河北深州人，中国人民解放军将领、中国人民解放军中将。 
1998年，授予中国人民解放军中将，曾任兰州军区副司令员、济南军区副司令员。 